# Chacé
Chacé is een plaats en voormalige gemeente in het Franse departement Maine-et-Loire in de regio Pays de la Loire en telt 1301 inwoners (2004). De plaats maakt deel uit van het arrondissement Saumur.

## Geschiedenis
Chacé maakte deel uit van het kanton Saumur-Sud tot dat op 22 maart 2015 werd opgeheven en de gemeente werd opgenomen in het op die dag gevormde kanton Saumur. Op 1 januari 2019 fuseerde de gemeente met Brézé en Saint-Cyr-en-Bourg tot de commune nouvelle Bellevigne-les-Châteaux, waarvan Chacé de hoofdplaats werd. Op 5 maart 2020 werd de gemeente geheel opgenomen in het kanton Doué-la-Fontaine, waar Brézé en Saint-Cyr-en-Bourg sinds maart 2015 al deel van uitmaakten.

## Geografie
De oppervlakte van Chacé bedraagt 6,4 km², de bevolkingsdichtheid is 203,3 inwoners per km².
De onderstaande kaart toont de ligging van Chacé met de belangrijkste infrastructuur en aangrenzende gemeenten.

## Demografie
Onderstaande figuur toont het verloop van het inwonertal.
Brézé · Chacé · Saint-Cyr-en-Bourg